# Isola Herschel
L'isola Herschel è un'isola del Canada, situata nel mare di Beaufort, non lontano dal tratto di costa dove sfocia il fiume Firth. Dal punto di vista amministrativo essa appartiene al territorio di Yukon.